# Elsabeth Black
Elsabeth Ann Black, soprannominata Ellie (Halifax, 8 settembre 1995), è una ginnasta canadese, vicecampionessa del mondo nel 2017.
Ha rappresentato il suo Paese a quattro edizioni dei Giochi olimpici (Londra 2012, Rio 2016, Tokyo 2020 e Parigi 2024).

## Carriera juniores

### 2009
A dicembre 2009 la Black ha preso parte all'Elite Canada di Okaville, in Ontario. Si è classificata al decimo posto nel concorso individuale con 49,35 punti e terza al volteggio con 12,925.

### 2010
Nel maggio 2010 la Black ha gareggiato ai Campionati Nazionali Canadesi a Kamloops. Si è classificata quattordicesima nel concorso individuale con 50,300 punti; nelle finali ad attrezzo si è classificata terza al volteggio, con 13,950 punti, e prima alla trave, con un punteggio di 14,500.
In dicembre ha partecipato all'Elite Canada a Gatineau; si è classificata quattordicesima nel concorso individuale con 48,950 punti, seconda al volteggio (13,600), quarta alla trave (12,950), ottava al corpo libero (12,450).

## Carriera senior

### 2011
Il 2011 segna l'entrata della Black nella categoria Senior.

### 2012
A febbraio 2012 ha partecipato all'Elite Canada a Mississauga: si è classifica nona nel concorso individuale con 52,350 punti; nelle finali ad attrezzo si è classifica prima al volteggio con il punteggio di 14,750, terza alla trave con 13,550, settima al corpo libero con 12,600.
In aprile ha partecipato alla seconda edizione di un incontro amichevole a San Bernardo, in Brasile, contro le nazionali brasiliana e sud coreana. Vince al volteggio e alla trave rispettivamente con 13,988 e 14,600 punti.
Compete alla Coppa del Mondo a Osijek: vince la medaglia d'oro al volteggio e al corpo libero rispettivamente con 14,575 e 13,725 punti.
In maggio compete ai Campionati Nazionali Canadesi a Regina. In qualifica ottiene il terzo posto nel concorso generale individuale, ma in finale finisce settima con 53,600 punti. Nelle finali ad attrezzo vince la medaglia d'oro al volteggio con 14,475 punti, arriva settima alla trave con 12,800 e vince il bronzo al corpo libero con 13,950.
A fine giugno viene scelta fra le dodici ginnaste che competeranno alle selezioni finali per decidere la futura squadra olimpica del paese, presso Gatineau. Nel primo giorno di gare si piazza sesta nel concorso generale individuale con 52,050 punti. Grazie alle sue buone performance nella selezione ed anche e ai Campionati Nazionali, viene scelta per far parte delle cinque ginnaste della squadra olimpica che competerà a Londra 2012.
In luglio, insieme a Dominique Pegg, Brittany Rogers, Victoria Moors e Kristina Vaculik, partecipa ai giochi olimpici. La squadra canadese si qualifica per la finale a squadre in ottava posizione con 167,697 punti. Individualmente la Black centra la finale al volteggio con il punteggio di 14,366.
In finale la squadra si piazza quinta con 170,804 punti, superando il Regno Unito, l'Italia e il Giappone; la Black gareggia a volteggio (15.233 punti), a trave (14.266) e al corpo libero (14.208).
Nella finale al volteggio, si infortuna al primo salto: finisce ottava con 0 punti.

### 2013
All'inizio di ottobre 2013 partecipa ai mondiali di Anversa 2013. In qualifica ottiene il decimo posto nel concorso generale con 55,465 punti. Al volteggio ottiene 14,383 punti, diventando prima riserva; al corpo libero centra la finale con l'ottavo posto (14,000).
Nella finale individuale finisce tredicesima con 54,965 punti. Nella finale al corpo libero si piazza ottava con il punteggio di 13,566.

### 2014
Ad aprile 2014 compete ai Pacific Rim Championships a Richmond. Il Canada si piazza secondo con 222,700 punti, dietro agli Stati Uniti (237,000) e davanti alla Cina (222,400). La Black Vince la medaglia di bronzo nel concorso individuale con il punteggio di 57,100, dietro alle statunitensi Elizabeth Price (59,900) e Kyla Ross (58,700). Arriva prima al volteggio con 14,362 punti, davanti alla neozelandese Courtney McGregor (14.312) e alla connazionale Maegan Chant (14,287), quinta alle parallele (13,900), sesta alla trave (13,375) e quarta al corpo libero (13,925).
A fine luglio 2014 compete ai XX Giochi del Commonwealth a Glasgow. Il Canada si piazza quarto con 159,563 punti.
Nel concorso generale individuale la Black, con il punteggio di 54,157 ottiene il 4º posto.
Nella finale al volteggio vince la medaglia d'argento con 14,433 punti, dietro all'inglese Claudia Fragapane (14,633) e davanti all'indiana Dipa Karmakar (14,366); vince la medaglia d'oro alla trave con 14,900 punti, davanti all'australiana Marie Anne Monckton (13,666) e alla gallese Georgina Honckenhull (13,466); ottiene il bronzo al corpo libero con il punteggio di 13,666, dietro a Claudia Fragapane (14,541) e all'australiana Lauren Mitchell (13,833).

### 2015: Trofeo Città di Jesolo e Giochi panamericani
Nel mese di marzo la Black, vola dal Canada verso Jesolo per prendere parte all'VIII edizione del Trofeo Città di Jesolo dove conquista il terzo gradino del podio alle parallele con(14,200) e aiuta la propria nazione a ottenere il terzo posto nel concorso a squadre con un punteggio di (221,750) dietro alla nazionale americana e dietro quella italiana (rispettivamente 241,300 e 224,350).
In luglio, ai XVII Giochi panamericani di Toronto, la Black è la protagonista dei concorsi di ginnastica artistica, vincendo tre medaglie d'oro individuali (individuale, trave e corpo libero) e una di bronzo (volteggio), oltre a una medaglia d'argento a squadre con la squadra canadese. Mette fine infine, al lungo dominio statunitense nel concorso individuale, che durava dal 1983, quando a vincere fu la cubana Orisel Martínez.

### 2016
Ai Giochi olimpici di Rio de Janeiro la squadra canadese non riesce a qualificarsi per la finale a squadre ma la Black si qualifica per la finale all around e termina in quinta posizione.

### 2017
Nel 2017 partecipa ai XXI Giochi del Commonwealth, dove vince il concorso individuale e ottiene l'argento nel volteggio dietro alla connazionale Shallon Olsen.
Ai mondiali di Montréal, in casa, si qualifica per 3 finali (all around, volteggio e trave) rispettivamente con la terza, settima e quarta posizione. Nella finale all aroud ottiene la medaglia d'argento, solo un decimo dietro a Morgan Hurd. 
Termina la finale al volteggio al quarto posto.
Durante la finale alla trave cade e conclude la gara in ottava posizione.
Inoltre partecipa alla finale al corpo libero subentrando a Ragan Smith la quale si era infortunata pochi giorni prima: nella finale esce di pedana e termina in settima posizione.

### 2018
Ai campionati del mondo di Doha, durante le qualificazioni, accede alla finale a squadre, alla finale individuale e alla finale alla trave.
Durante la finale a squadre contribuisce a far ottenere al Canada un risultato storico, piazzandosi al quarto posto.
Nel concorso individuale, a causa di una caduta alle parallele, conclude la gara al dodicesimo posto.
Infine, alla trave, termina la finale al quinto posto.

### 2019
Nel 2019, come 4 anni prima, torna ad essere la protagonista dei Giochi panamericani di Lima, in Perù, dove oltre al concorso individuale vince l'oro al volteggio, due argenti (trave e a squadre) e un bronzo alle parallele asimmetriche.
A ottobre prende parte ai campionati mondiali di Stoccarda. Durante le qualificazioni contribuisce a far accedere la squadra alla finale, qualificandola così ai Giochi Olimpici di Tokyo 2020. Si qualifica inoltre per la finale individuale e per la finale alla trave. 
Durante la finale a squadre il Canada si piazza al settimo posto. Due giorni dopo, svolgendo un'ottima gara, ottiene il quarto posto nell'all around, a un passo dal podio. Tuttavia, eseguendo il salto al volteggio, si infortuna un ginocchio, motivo per il quale decide di non prendere parte alla finale alla trave.

### 2020
Dopo essersi ripresa dall'infortunio, partecipa ai Campionati nazionali canadesi, gareggiando solo alle parallele e alla trave, classificandosi rispettivamente prima e quarta.
Il 7 marzo gareggia all'American Cup, terminando la gara al quinto posto.

### 2021
A giugno viene scelta per rappresentare il Canada ai Giochi Olimpici, insieme a Brooklyn Moors, Shallon Olsen e Ava Stewart.
Il 25 luglio prende parte alle Qualifiche: il Canada non riesce a qualificarsi per la finale a squadre, ma individualmente Black si qualifica per la finale all-around e per la finale alla trave.
Il 28 luglio si ritira dalla finale all-around a causa di un infortunio alla caviglia. Il 3 agosto partecipa alla finale alla trave, concludendo al quarto posto.

### 2024
A giugno viene scelta per rappresentare il Canada ai Giochi Olimpici, insieme a Cassie Lee, Aurélie Tran, Shallon Olsen e Ava Stewart.